# Trofeo Alfredo Binda-Comune di Cittiglio 2024
De 48e editie van de Italiaanse wielerwedstrijd Trofeo Alfredo Binda-Comune di Cittiglio werd gehouden op zondag 17 maart 2024. De start lag in de plaats Maccagno, in de gemeente Maccagno con Pino e Veddasca, en de aankomst in Cittiglio, ten oosten van het Lago Maggiore in Lombardije. Het was de zevende wedstrijd van de UCI Women's World Tour 2024. De Nederlandse Shirin van Anrooij was titelverdedigster. Zij werd 23e en reed tijdens de koers veel gaten naar vluchters dicht, voor haar ploeggenote Elisa Balsamo. Zij wist de uiteindelijke sprint te winnen voor wereldkampioene Lotte Kopecky en Puck Pieterse.

## Deelnemende ploegen
Aan de start stonden 23 ploegen. Twaalf van de vijftien World Tourploegen namen deel. Het peloton werd aangevuld met elf continentale ploegen.

## Koersverloop
De start vond rond 12:00 uur plaats in Maccagno. Na een uur rijden trok Mavi García van Liv AlUla Jayco flink door en ze kreeg Clara Emond van EF Education-Cannondale mee. Even later begon Emond aan een solo met maximaal 1'35" voorsprong. Ze hield het ruim een uur vol, maar werd op de plaatselijke ronde van 15 kilometer, zo'n 60 kilometer voor het einde ingelopen. De koers bleef onrustig, dankzij vele vergeefse aanvallen.
Met nog 32 kilometer te gaan demarreerde Puck Pieterse van Fenix-Deceuninck. Zij reed in de lichtblauwe trui van de leidster bij de beloften in de World Tour. Ze kreeg zeven kilometer later een medevluchtster in de persoon van Niamh Fisher-Black van Team SD Worx-Protime. Twee kilometer later werden ze echter alweer ingelopen.
Met nog 15 kilometer te gaan volgden nog meer aanvallen van onder andere Fisher-Black, Yara Kastelijn van Fenix-Deceuninck en Mareille Meijering van Movistar. Meijering deed op 5,6 kilometer voor het einde een ultieme poging om met een solo aan de streep te komen. Shirin van Anrooij probeerde zoals zo vaak in deze koers, het gat te dichten. De groep sloot weer aan toen Meijering voorbij de rode vod van de laatste kilometer reed.
Marlen Reusser van SD Worx-Protime trok de sprint aan. In haar wiel zaten Kimberley Pienaar van AG Insurance-Soudal en Karlijn Swinkels van UAE Team ADQ. Daarachter volgde het treintje Lotte Kopecky (SD Worx-Protime), Elisa Balsamo (Lidl-Trek) en Puck Pieterse, dat rechts en links om Pienaar en Swinkels heen ging. Balsamo reed daarbij met schijnbaar gemak naar ruim een fietslengte voorsprong over de finish.

## Uitslag
| Plaats  | Naam                 | Ploeg                           | tijd     |
| ------- | -------------------- | ------------------------------- | -------- |
| Winnaar | Elisa Balsamo        | Lidl-Trek                       | 3u40'09" |
| 2       | Lotte Kopecky        | Team SD Worx-Protime            | z.t.     |
| 3       | Puck Pieterse        | Fenix-Deceuninck                | + 1"     |
| 4       | Soraya Paladin       | Canyon//SRAM Racing             | z.t.     |
| 5       | Pfeiffer Georgi      | dsm-firmenich PostNL            | z.t.     |
| 6       | Karlijn Swinkels     | UAE Team ADQ                    | z.t.     |
| 7       | Olivia Baril         | Movistar Team                   | z.t.     |
| 8       | Silvia Persico       | UAE Team ADQ                    | z.t.     |
| 9       | Évita Muzic          | FDJ-SUEZ                        | z.t.     |
| 10      | Niamh Fisher-Black   | Team SD Worx-Protime            | z.t.     |
| 11      | Kimberley Pienaar    | AG Insurance-Soudal             | z.t.     |
| 12      | Magdeleine Vallieres | EF Education-Cannondale         | + 2"     |
| 13      | Elise Chabbey        | Canyon//SRAM Racing             | z.t.     |
| 14      | Yara Kastelijn       | Fenix-Deceuninck                | + 3"     |
| 15      | Marlen Reusser       | Team SD Worx-Protime            | z.t.     |
| 16      | Ricarda Bauernfeind  | Canyon//SRAM Racing             | z.t.     |
| 17      | Nikola Nosková       | Cofidis                         | z.t.     |
| 18      | Mavi García          | Liv AlUla Jayco                 | + 4"     |
| 19      | Ane Santesteban      | Laboral Kutxa-Fundación Euskadi | z.t.     |
| 20      | Erica Magnaldi       | UAE Team ADQ                    | z.t.     |

## Uitslag Piccolo Trofeo Binda-Valli del Verbano
De junioren reden 74,4 kilometer met een kortere aanloop vanuit Maccagno en 3,5 plaatselijke rondes. Aan de race namen nationale ploegen deel uit Denemarken, Duitsland, Groot-Brittannië, Frankrijk, Nederland, Polen, Slovenië, Spanje en Zwitserland. Uit Frankrijk kwam het regionale team Auvergne Rhone Alpes. Naast deze tien ploegen reden zeventien wielerverenigingen mee. Elf teams uit Italië, Team Rytger uit Denemarken, Watersley R+D Cycling Road Team en DS WV Schijndel U19 uit Nederland, en AG Insurance-NXTG U19 Team, Van Moer Logistics Cycling Team, en GMS Cycling Team Glabbeek uit België.
| Plaats  | Naam                | Ploeg                      | tijd     |
| ------- | ------------------- | -------------------------- | -------- |
| Winnaar | Imogen Wolff        | Verenigd Koninkrijk        | 1u58'42" |
| 2       | Cat Ferguson        | Verenigd Koninkrijk        | + 19"    |
| 3       | Auke De Buysser     | AG Insurance-NXTG U19 Team | z.t.     |
| 4       | Amalia Debarges     | Frankrijk                  | z.t.     |
| 5       | Daniela Hezinová    | Watersley R+D Road Team    | z.t.     |
| 6       | Alessia Zambelli    | Biesse-Carrera             | z.t.     |
| 7       | Messane Bräutigam   | Duitsland                  | z.t.     |
| 8       | Esmee Blok          | Nederland                  | z.t.     |
| 9       | Marisol Dalla Pietà | BFT Burzoni                | z.t.     |
| 10      | Silvia Milesi       | Biesse-Carrera             | z.t.     |

1974 · 1975 · 1976 · 1977 · 1978 · 1979 · 1980 · 1981 · 1982 · 1983 · 1984 · 1985 · 1986 · 1987 · 1988 · 1989 · 1990 · 1991 · 1992 · 1993 · 1994 · 1995 · 1996 · 1997 · 1998 · 1999 · 2000 · 2001 · 2002 · 2003 · 2004 · 2005 · 2006 · 2007 · 2008 · 2009 · 2010 · 2011 · 2012 · 2013 · 2014 · 2015 · 2016 · 2017 · 2018 · 2019 · 2020 · 2021 · 2022 · 2023 · 2024 · 2025
Tour Down Under ·
Cadel Evans Great Ocean Road Race ·
Ronde van de Verenigde Arabische Emiraten ·
Omloop Het Nieuwsblad ·
Strade Bianche ·
Ronde van Drenthe ·
Trofeo Alfredo Binda-Comune di Cittiglio ·
Brugge-De Panne ·
Gent-Wevelgem ·
Ronde van Vlaanderen ·
Parijs-Roubaix ·
Amstel Gold Race ·
Waalse Pijl ·
Luik-Bastenaken-Luik ·
Ronde van Spanje ·
Ronde van het Baskenland ·
Ronde van Burgos ·
RideLondon Classic ·
Ronde van Groot-Brittannië ·
Ronde van Zwitserland ·
Ronde van Italië ·
Ronde van Frankrijk ·
GP de Plouay-Bretagne ·
Ronde van Romandië ·
Simac Ladies Tour ·
Ronde van Chongming ·
Ronde van Guangxi
Afgelaste wedstrijden: Ronde van Scandinavië